# Jabłonka (województwo podkarpackie)
Jabłonka – wieś w Polsce położona w województwie podkarpackim, w powiecie brzozowskim, w gminie Dydnia. Leży nad potokiem Świnka.
Wieś do 1918 położona była w austriackiej prowincji Galicja (zabór austriacki). W okresie międzywojennym w województwie lwowskim.
W latach 1975–1998 miejscowość administracyjnie należała do województwa krośnieńskiego.

## Części wsi
| SIMC    | Nazwa     | Rodzaj    |
| ------- | --------- | --------- |
| 0350763 | Dół       | część wsi |
| 0350770 | Góra      | część wsi |
| 0350786 | Kopaniska | część wsi |
| 0350792 | Łazy      | część wsi |
| 0350800 | Przylaski | część wsi |

## Historia
Miejscowość była wzmiankowana po raz pierwszy w roku 1468, ziemia sanocka, województwo ruskie.
W latach 1430–1447 wieś była własnością Małgorzaty Dydyńskiej, wdowy po Mikołaju spokrewnionego z Balami. Po niej wieś odziedziczyli synowie Paweł i Mikołaj którzy pieczętowali się herbem Gozdawa. Oprócz Temeszowa byli oni jeszcze w posiadaniu takich wsi jak: Dydnia, Krzemienna i Falejówka. W roku 1489 trzej synowie Elżbiety, tj. Jan, Zygmunt i Stanisław Dydyńscy podzielili majątek pomiędzy siebie w taki sposób, że Janowi przypadły wsie: Falejówka, Jabłonka i połowa Wydrnej, zaś Zygmunt i Stanisław stali się właścicielami Dydni, połowy Wydrnej, Temeszowa, Krzemiennej oraz Jabłonicy Ruskiej.
Przed I rozbiorem Polski właścicielką Jabłonki była Magdalena z Uniatyckich Orzechowska, wdowa po Piotrze Orzechowskim, wojskim przemyskim, o którym Aleksander Fredro napisał, że był człowiekiem "silnej duszy i silnego ramienia'. Piotr Orzechowski zginął w Krakowie, w bramie miejskiej podczas konfederacji barskiej. W 1775 roku Magdalena z Uniatyckich Orzechowska sprzedała wieś Michałowi Ostaszewskiemu. Ten odprzedał ją w 1794 r. Józefowi Lueger de Turnfeldowi, austriackiemu staroście w Sanoku, a ów w 1804 roku Stanisławowi Otockiemu. W 1820 roku właścicielami byli Jan i Maria z Zawadzkich Jaruntowscy, którzy przekazali tę wieś w 1829 roku swojemu synowi Antoniemu Jaruntowskiemu, żonatemu z Anielą Kraińską. Od 1889 roku właścicielem dóbr ziemskich w Jabłonce był bratanek Anieli z Kraińskich Jaruntowskiej, Władysław Kraiński (1841-1926), prezes Towarzystwa Kredytowego Ziemskiego we Lwowie, członek austriackiej Izby Panów w Wiedniu, żonaty z Marią z Trzecieskich (1853-1932), a następnie ich syn Antoni (1883-1975) ożeniony z Zofią z Włodków (1890-1961).
We wsi znajduje się kościół parafialny pw. Matki Boskiej Częstochowskiej, wybudowany w latach 1936–1939 staraniem Antoniego Kraińskiego, właściciela ziemskiego w Jabłonce, według projektu Bogdana Tretera. Kościół reprezentuje tzw. styl narodowy w drewnianej architekturze okresu międzywojennego, wzorowany na kościołach podhalańskich.

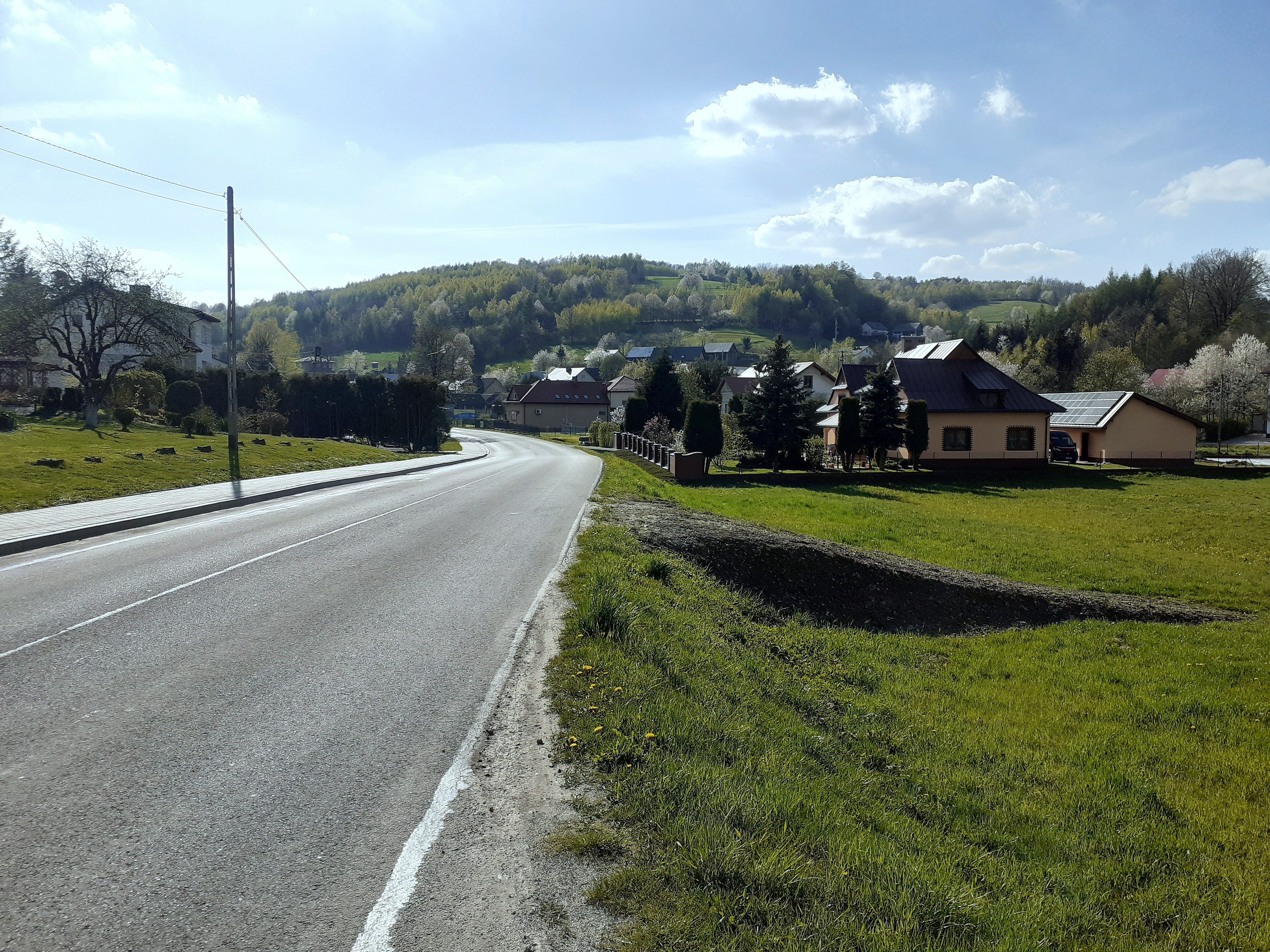
Jabłonka (2023)
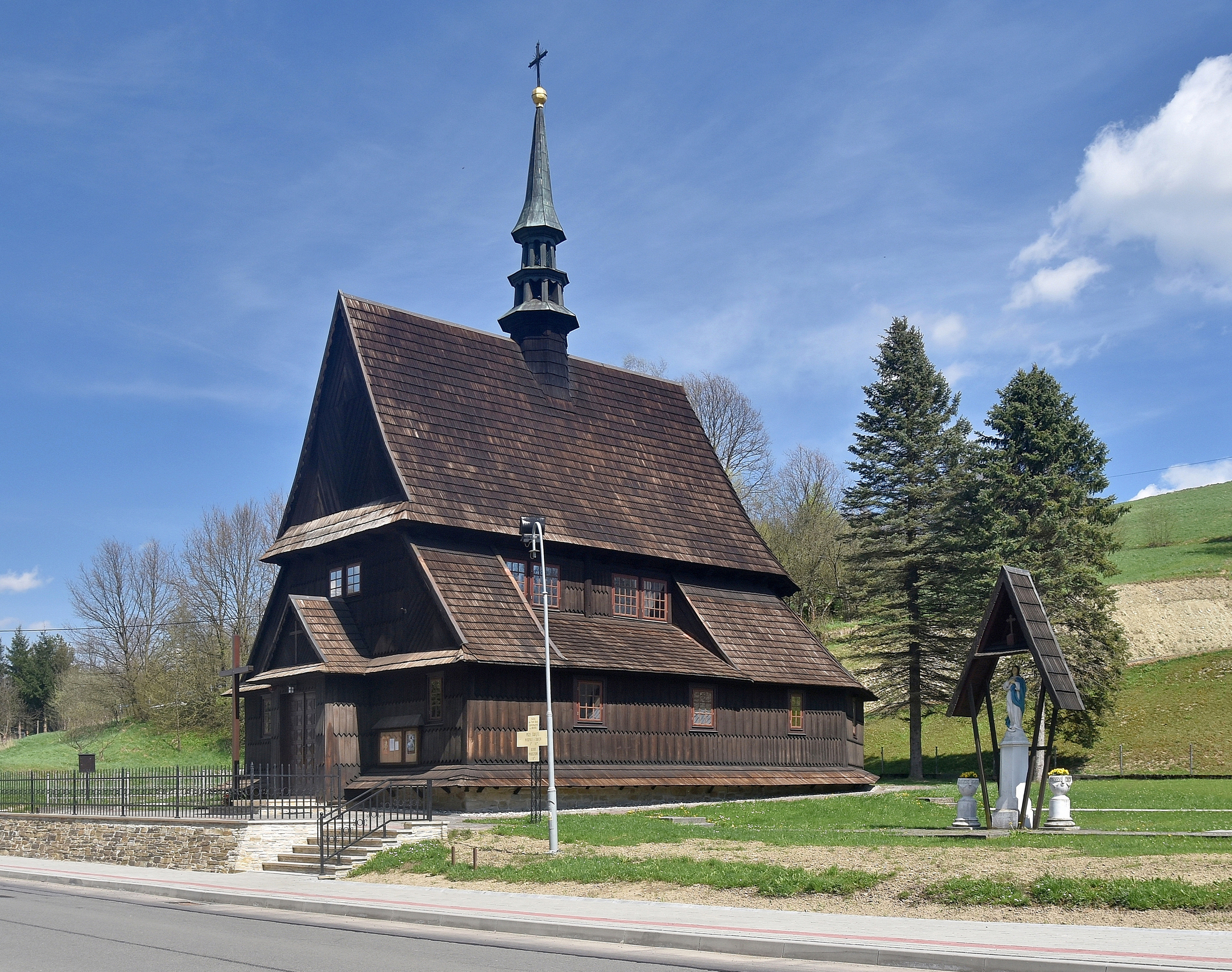
Drewniany kościół
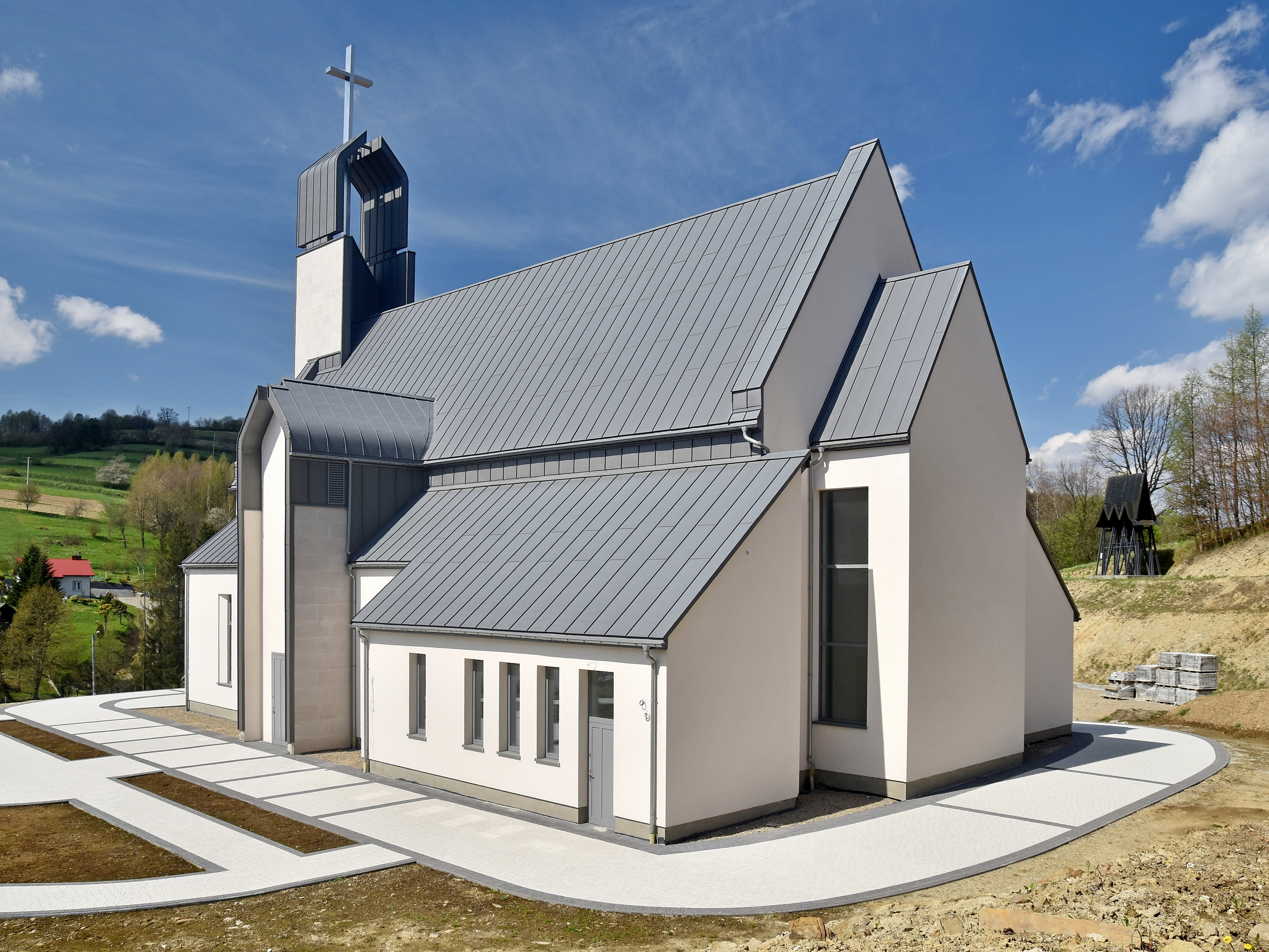
Nowy kościół

## Zabytki
- dwór klasycystyczny z XVIII-XIX w. otoczony parkiem krajoznawczym z okazami sędziwych drzew. Budynek z cegły został wzniesiony pod koniec XVIII w., a w następnym stuleciu stanowił własność Słoneckich, Jaruntowskich i Kraińskich, przebudowany po 1914 r.
- kościół drewniany w typie podhalańskim, zbudowany w 1936 r.

## Osoby związane z miejscowością
- Romuald Rajs (1913–1949) – polski wojskowy, podoficer zawodowy Wojska Polskiego II RP, kapitan Związku Walki Zbrojnej-Armii Krajowej oraz Narodowego Zjednoczenia Wojskowego, uczestnik podziemia antykomunistycznego, zbrodniarz wojenny.